# NGC 4125
NGC 4125 је елиптична галаксија у сазвежђу Змај која се налази на NGC листи објеката дубоког неба.
Деклинација објекта је + 65° 10' 28" а ректасцензија 12h 8m 5,5s. Привидна величина (магнитуда) објекта NGC 4125 износи 9,6 а фотографска магнитуда 10,6. Налази се на удаљености од 23,601 милиона парсека од Сунца. NGC 4125 је још познат и под ознакама UGC 7118, MCG 11-15-27, CGCG 315-19, IRAS 12055+6527, PGC 38524.